# Aderus canescens
Aderus canescens là một loài bọ cánh cứng trong họ Aderidae. Loài này được Chmapion miêu tả khoa học năm 1893.